# Veliki Dubovik (Bosanska Krupa)
Veliki Dubovik falu Bosznia-Hercegovinában, a Bosznia-hercegovinai Föderáció Una-Szanai kantonjában, Bosanska Krupa községben.

## Fekvése
Bosznia-Hercegovina északnyugati részén, Bihácstól légvonalban 33, közúton 51 km-re keletre, Bosanska Krupa központjától légvonalban 11, közúton 17 km-re keletre fekvő dombos, erdős területen fekszik. A falu a Vojskova-völgy végénél fekvő síkságon található, egy része a Stubo vize fölé települt. A falu felett a Grmeč hegy lejtői emelkednek. Főbb vizei a Stubo főforrása, valamint a Vobića Točak, a Tahirovića Svetinja, a Sladakovića Svetinja és a Markovac. A település hat főbb településrészre, valamint több, kisebb házcsoportra oszlik.

## Népessége
| Nemzetiségi csoport | Népesség 1991 | Népesség 2013 |
| ------------------- | ------------- | ------------- |
| Szerb               | 98            | 21            |
| Bosnyák             | 291           | 79            |
| Horvát              | 1             | 0             |
| Jugoszláv           | 1             | 0             |
| Egyéb               | 1             | 4             |
| Összesen            | 392           | 104           |

## Története
A régészeti leletek tanúsága szerint területe már a középkorban is lakott volt. A Zalin felé vezető út melletti Glavica nevű magaslaton a szántóföldből középkori cseréptöredékek és egyéb maradványok, köztük két vasból készített szerszám került elő. Középkori tempomának és temetőjének maradványai egy dombon, a Klisina nevű lelőhelyen találhatók.
Az Oszmán Birodalom 1565-ben hódította meg ezt a területet. Az első mecset ezen a helyen 1837-ben épült.  A második világháború idején a muszlim lakosságot elüldözték, és a mecsetet lerombolták. Miután a gyülekezet visszatért lakóhelyére, újra felépítette mecsetét, melynek megnyitója azonban csak 1977. október 8-án volt. Ekkor a Veliki Dubovik-i gyülekezet 45 muszlim háztartással rendelkezett a mecset építése pedig 10 évig tartott. 1992 májusában a mecset felgyújtották, a minaretet pedig aláaknázták és felrobbantották, mely a mecsetre esett. A boszniai háború után újjáépítették és 2006-ban ünnepélyesen megnyitották. A mecset közvetlen közelében épült fel az imám háza az iskolával.
A boszniai háború után területmegosztáskor a települést kettévágta a Bosznia-hercegovinai Föderáció és a Szerb Köztársaság között húzott határvonal, így annak egy része Krupa na Uni községhez került.

## Nevezetességei
- Középkori templomának és temetőjének maradványai. A maradványok alapján az egykori templom eredeti formáját és elrendezését ma már nem lehet megállapítani. Az egykori temető sírjai a templom körül találhatók. Az 1944-ben itt véletlenül talált övcsat az idők során elveszett. A templom alatti szántóföldön középkori cseréptöredékek a település ittlétére utaló számos maradvány található.[5]

- A falu mai mecsete 2006-ban épült.